# Klövedals kyrka
Klövedals kyrka är en kyrka som tillhör Klövedals församling i Göteborgs stift. Den ligger i Tjörns kommun på ön Tjörns nordvästra näs, cirka 10 kilometer norr om Skärhamn.

## Kyrkobyggnaden
Kyrkan uppfördes 1848 på samma plats som den tidigare medeltidskyrkan låg. Den består av ett långhus, tresidigt avslutat kor av samma höjd och bredd som långhuset och sakristia utskjutande vid korets nordsida. På en höjd söder om kyrkan står en rödmålad klockstapel. Innertaket är tunnvälvt och prytt med målningar. Kyrkan restaurerades 1934, då bland annat ett nytt klocktorn byggdes. Invändigt försågs kyrkan med nya bänkar, nytt golv och tak samt nya innanfönster, till en kostnad av 16 000 kronor. Värmeledningar installerades för 2 700 kronor och kyrkan ommålades helt till en kostnad av 2 225 kronor. Orgeln byggdes om helt av orgelbyggaren Nils Olof Hammarberg, till en kostnad av 4 950 kronor. Restaureringen finansierades främst genom donationer och gåvor. Som arkitekt anlitades Gustaf Ljungman. Kyrkan återinvigdes torsdagen den 7 februari 1935.  
Den gamla kyrkan hade invändiga målningar av Lars Holm från 1741.
Kyrkan återinvigdes 18 december 2005 av kontraktsprosten Maths Håland.

## Inventarier
Altaruppsatsen från 1704 är gjord av Erik Griis. Predikstolen kom till samma år som kyrkans grundläggning, med undantag för trappräcket som härrör från den gamla predikstolen från 1600-talet.

## Orgeln
Orgeln tillverkades 1870 och har 14, stämmor. Den har genomgått två ombyggnader 1934 och 1986, så idag är endast 3 stämmor från den ursprungliga.
Dispositon
Hv: Principal 8' Oktava 4' Gedakt 8' Koppelflöjt 4'
Waldflöjt 2' Sesquialtera II Mixtur II
Sv: Rörflöjt 8' Fugara 8' Flöjt 4' Principal 2' Skalmeja 8' 
Pedal: Subbas16' Gedaktbas8
I fasaden ljuder Principal 8' och Oktavs 4'